# Club Deportivo Puertollano
Il Club Deportivo Puertollano è stata una società calcistica con sede a Puertollano, in Castiglia-La Mancia, in Spagna.

## Denominazioni
- CF Calvo Sotelo — (1948–1953)
- CD Calvo Sotelo — (1953–1988)
- Puertollano Industrial – (1988–1999)
- UD Puertollano – (1999–2010)
- CD Puertollano – (2010–2015)

## Tornei nazionali
- 1ª División: 0 stagioni
- 2ª División: 11 stagioni
- 2ª División B: 12 stagioni
- 3ª División: 37 stagioni

## Stagioni
- come Club de Fútbol Calvo Sotelo e Club Deportivo Calvo Sotelo

| Stagione | Categoria | Posizione |  |
| -------- | --------- | --------- |  |
| 1948/49  | Regionali | —         |  |
| 1949/50  | Regionali | —         |  |
| 1950/51  | Regionali | —         |  |
| 1950/51  | 3ª        | 3°        |  |
| 1951/52  | 3ª        | 5°        |  |
| 1952/53  | 3ª        | 2°        |  |
| 1953/54  | 3ª        | 5°        |  |
| 1954/55  | 3ª        | 4°        |  |
| 1955/56  | 3ª        | 4°        |  |
| 1956/57  | 3ª        | 2°        |  |
| 1957/58  | 3ª        | 6°        |  |

| Stagione | Categoria | Posizione |  |
| -------- | --------- | --------- |  |
| 1958/59  | 3ª        | 1°        |  |
| 1959/60  | 3ª        | 2°        |  |
| 1960/61  | 3ª        | 1°        |  |
| 1961/62  | 3ª        | 1°        |  |
| 1962/63  | 3ª        | 1°        |  |
| 1963/64  | 3ª        | 1°        |  |
| 1964/65  | 2ª        | 6°        |  |
| 1965/66  | 2ª        | 7°        |  |
| 1966/67  | 2ª        | 8°        |  |
| 1967/68  | 2ª        | 2°        |  |
| 1968/69  | 2ª        | 6°        |  |

| Stagione | Categoria | Posizione |  |
| -------- | --------- | --------- |  |
| 1969/70  | 2ª        | 12°       |  |
| 1970/71  | 2ª        | 19°       |  |
| 1971/72  | 3ª        | 8°        |  |
| 1972/73  | 3ª        | 11°       |  |
| 1973/74  | 3ª        | 6°        |  |
| 1974/75  | 3ª        | 1°        |  |
| 1975/76  | 2ª        | 11°       |  |
| 1976/77  | 2ª        | 16°       |  |
| 1977/78  | 2ª        | 20°       |  |
| 1978/79  | 2ªB       | 5°        |  |

| Stagione | Categoria | Posizione |  |
| -------- | --------- | --------- |  |
| 1979/80  | 2ªB       | 4°        |  |
| 1980/81  | 2ªB       | 13°       |  |
| 1981/82  | 2ªB       | 7°        |  |
| 1982/83  | 2ªB       | 13°       |  |
| 1983/84  | 2ªB       | 2°        |  |
| 1984/85  | 2ª        | 19°       |  |
| 1985/86  | 2ªB       | 8°        |  |
| 1986/87  | 3ª        | 12°       |  |
| 1987/88  | 3ª        | 9°        |  |

- come Puertollano Industrial Club de Fútbol

| Stagione | Categoria | Posizione |  |
| -------- | --------- | --------- |  |
| 1988/89  | 3ª        | 17°       |  |
| 1989/90  | 3ª        | 20°       |  |
| 1990/91  | Regionali | —         |  |
| 1991/92  | 3ª        | 11°       |  |
| 1992/93  | 3ª        | 6°        |  |
| 1993/94  | 3ª        | 4°        |  |

| Stagione | Categoria | Posizione |  |
| -------- | --------- | --------- |  |
| 1994/95  | 3ª        | 3°        |  |
| 1995/96  | 3ª        | 3°        |  |
| 1996/97  | 3ª        | 7°        |  |
| 1997/98  | 3ª        | 3°        |  |
| 1998/99  | 3ª        | 5°        |  |

- come Unión Deportiva Puertollano

| Stagione | Categoria | Posizione |
| -------- | --------- | --------- |
| 1999/00  | 3ª        | 1°        |
| 2000/01  | 3ª        | 9°        |
| 2001/02  | 3ª        | 12°       |
| 2002/03  | 3ª        | 10°       |
| 2003/04  | 3ª        | 2°        |
| 2004/05  | 3ª        | 5°        |

| Stagione | Categoria | Posizione |  |
| -------- | --------- | --------- |  |
| 2005/06  | 3ª        | 1°        |  |
| 2006/07  | 2ªB       | 7°        |  |
| 2007/08  | 2ªB       | 13°       |  |
| 2008/09  | 2ªB       | 5°        |  |
| 2009/10  | 2ªB       | 6°        |  |

- come Club Deportivo Puertollano

| Stagione | Categoria | Posizione |
| -------- | --------- | --------- |
| 2010/11  | 2ªB       | 12°       |
| 2011/12  | 2ªB       | —         |

## Palmarès

### Competizioni nazionali
- Copa Federación de España: 3

1993-1994, 2005-2006, 2010-2011

### Altri piazzamenti
- Segunda División:

Secondo posto: 1967-1968 (gruppo II)
- Segunda División B:

Secondo posto: 1983-1984 (gruppo II)
- Copa Federación de España:

Semifinalista: 1994-1995